# Hits (álbum)
Hits es una compilación de grandes éxitos de la banda Pulp, fue lanzado en Inglaterra en noviembre del 2002. Como colección, solo incluye los sencillos desde principios de los '90, cuando comenzaron su popularidad, aunque la banda ha existido desde 1979.
"Mis-Shapes" del álbum Different Class es el único éxito que no es incluido en el disco, al parecer por decisión de la banda.
El álbum fue lanzado en DVD bajo el mismo título, e incluye todos los videos promocionales de la banda.

## Lista de canciones[2]
1. "Babies"
2. "Razzmatazz"
3. "Lipgloss"
4. "Do You Remember The First Time?"
5. "Common People"
6. "Underwear" (solo en el Reino Unido)[3]
7. "Sorted for E's & Wizz"
8. "Disco 2000"
9. "Something Changed"
10. "Help The Aged"
11. "This Is Hardcore"
12. "A Little Soul"
13. "Party Hard"
14. "Trees"
15. "Bad Cover Version"
16. "Sunrise"
17. "Last Day of the Miners' Strike" (no lanzada anteriormente)

- "Babies" y "Razzmatazz" fueron incluidas en el recopilatorio Intro.
- "Lipgloss" y "Do You Remember the First Time?" son del álbum His 'n' Hers (1994).
- Canciones 5-9 son del álbum Different Class (1995). "Underwear" aparece solo en la versión para el Reino Unido.
- Canciones 10-13 son del álbum This Is Hardcore (1998).
- Canciones 14-16 son del álbum final de la banda, We Love Life (2001).
- La última canción es una nueva canción no lanzada anteriormente.[5]

## Versión en DVD[6]

### Videos Promocionales
1. "Babies" (versión original)
2. "Razzmatazz"
3. "Lipgloss"
4. "Do You Remember The First Time?"
5. "Babies" (versión de 1994)
6. "Common People"
7. "Sorted for E's & Wizz"
8. "Mis-Shapes"
9. "Disco 2000"
10. "Something Changed"
11. "Help The Aged"
12. "This Is Hardcore"
13. "A Little Soul"
14. "Party Hard"
15. "The Trees"
16. "Bad Cover Version"

### Home Movies
- TV Madness
- Home Movies
- Sheffield Bands 84/85
- Catcliffe

### En vivo
1. "Joyriders" (En vivo en The Beat, 1994)
2. "59, Lyndhurst Grove" (En vivo en No Stilettos, 1993)
3. "Sorted For E's & Wizz" (En vivo en los Brit Awards, 1996)
4. "Dishes" (En vivo en Later With Jools Holland, 1998)
5. "Sunrise" (En vivo en Proyecto Eden, 2002)

### Short Films
- Do You Remember The First Time? Documentary
- Babies (Versión recitada)
- This Is Hardcore Documentary